# ᶧ
Cette page contient des caractères spéciaux ou non latins. S’ils s’affichent mal (▯, ?, etc.), consultez la page d’aide Unicode.
ᶧ, appelée petite capitale i barré en exposant, petite capitale i barré supérieur ou lettre modificative petite capitale i barré, est un symbole phonétique utilisé dans certaines transcriptions phonétiques non standard ou proches de l’alphabet phonétique international. Il est formé de la lettre latine petite capitale i barré ‹ ᵻ › mise en exposant.

## Utilisation
Dans certaines variantes de l’alphabet phonétique international non standard, la petite capitale i barré en exposant est utilisé pour représenter des diphtongues. Par exemple, Charles-James N. Bailey utilise la petite capitale i barré en exposant dans la transcription de certaines prononciations anglaises de file comme [faᶧꭞː], foil [fɔᶧꭞː], furl [fɜᶧꭞː] et [fɵᶧꭞː]. En 1968, Thomas Gay recommande d’utiliser les symboles en exposant pour la deuxième partie mineure des diphtongues.

## Représentations informatiques
La lettre modificative petite capitale i barré peut être représenté avec les caractères Unicode suivants (Supplément extensions phonétiques) :
| formes       | représentations | chaînes de caractères | points de code | descriptions                                          | note                            |
| ------------ | --------------- | --------------------- | -------------- | ----------------------------------------------------- | ------------------------------- |
| modificative | ᶧ               | ᶧ                     | U+1DA7         | lettre modificative minuscule petite capitale i barré | codé pour le symbole phonétique |